# Проспер Авріль
Матьє Проспер Авріль (нар. 12 грудня 1937) — гаїтянський політичний діяч, президент країни у 1988–1990 роках.
Був членом Президентської гвардії Франсуа Дювальє, а також радником його сина та наступника. У вересні 1988 року, бувши генерал-лейтенантом, Авріль очолив переворот проти перехідного військового уряду. Був президентом до березня 1990, у період, що відповідно до звіту організації Міжнародна амністія був «затьмарений серйозними порушеннями прав людини». Був заарештований 2001 року, але здобув свободу в березні 2004 року після перевороту проти режиму Жана-Бертрана Аристида.